# Suzanne Wurtz
Pour les articles homonymes, voir Wurtz.
Suzanne Wurtz, née le 26 décembre 1900 à Paris et morte le 27 juillet 1982 à Aix-en-Provence, est une nageuse française spécialisée en nage libre.

## Carrière
Elle est membre de l'équipe de France aux Jeux olympiques d'été de 1920, prenant part au 100 mètres nage libre et au 300 mètres nage libre, sans toutefois passer le stade des séries de qualification.
Elle a été championne de France de natation en bassin de 50 mètres sur 100 mètres nage libre et sur 300 mètres nage libre en 1920.
Elle a détenu le record de France de natation dames du 400 mètres nage libre, de 1919 à 1921. 
En 1917, 1918 et 1923, elle gagne la Traversée de Paris à la nage féminine. 
Sa jeune sœur Marceline (1909-1927) participa aussi à cette épreuve durant les années 1920. Marceline mourut à l'âge de 18 ans d'une fièvre typhoïde.

## Liens externes

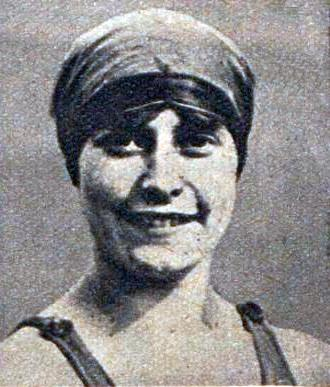
Suzanne Wurtz en 1920.